# Tourismus in Kuba
Dieser Artikel behandelt den Tourismus in Kuba, allgemeine Informationen finden sich im Hauptartikel Kuba.

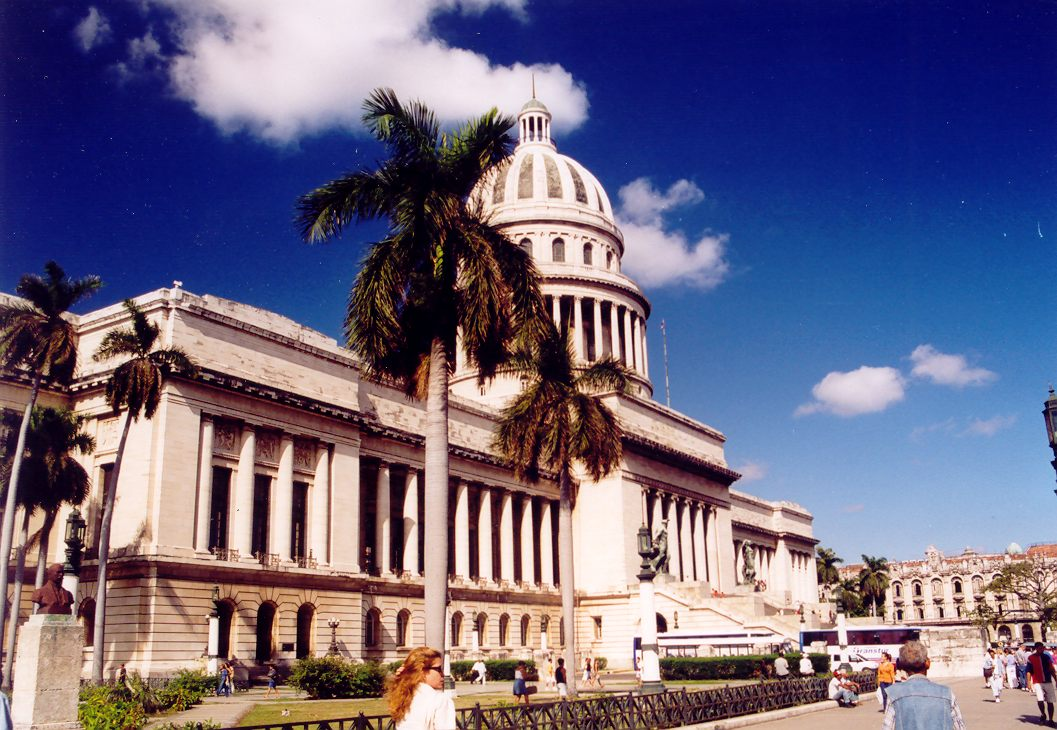
Capitol in Havanna

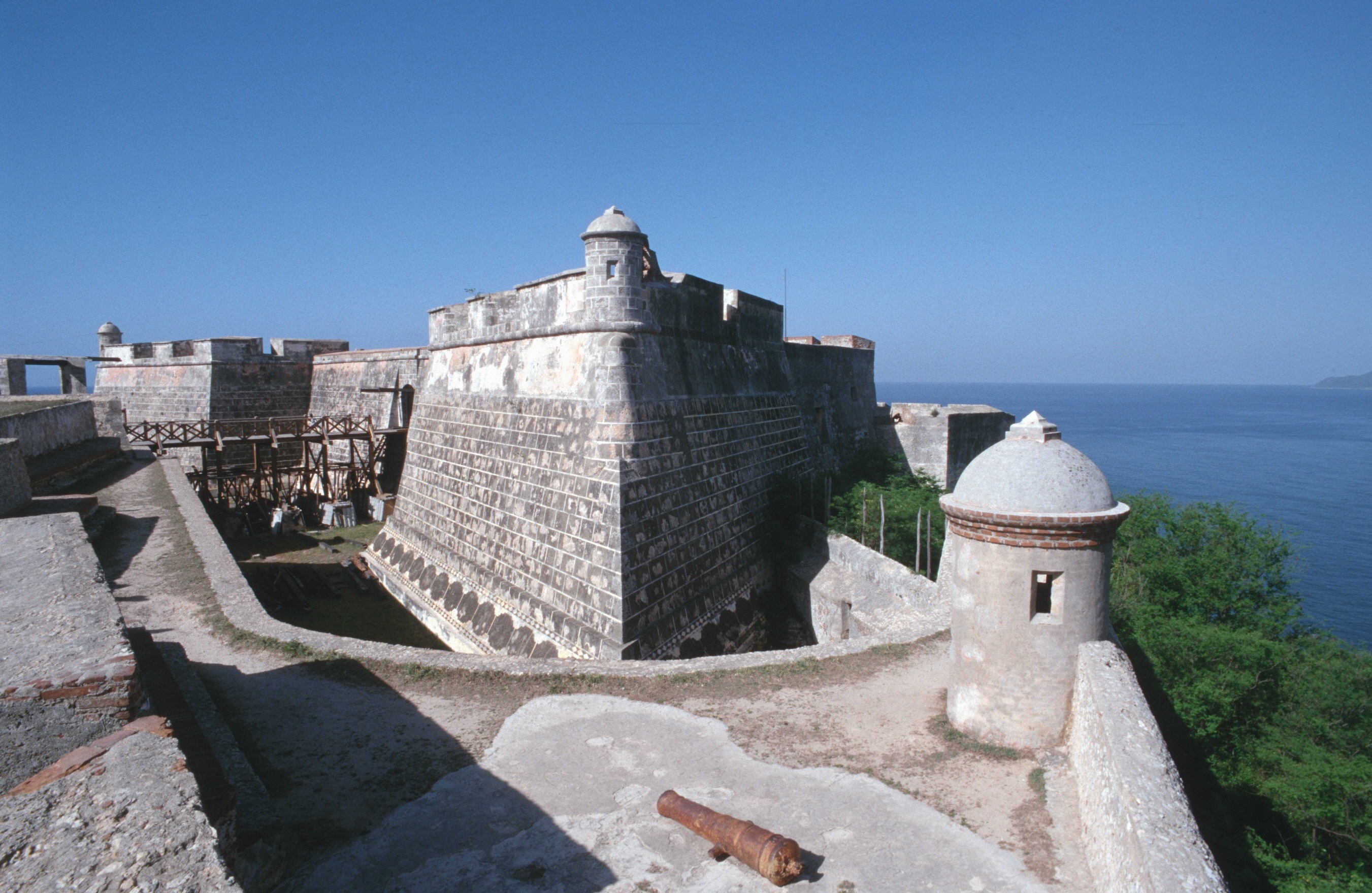
Castillo del Morro in Santiago de Cuba

## Geschichte des Tourismus in Kuba

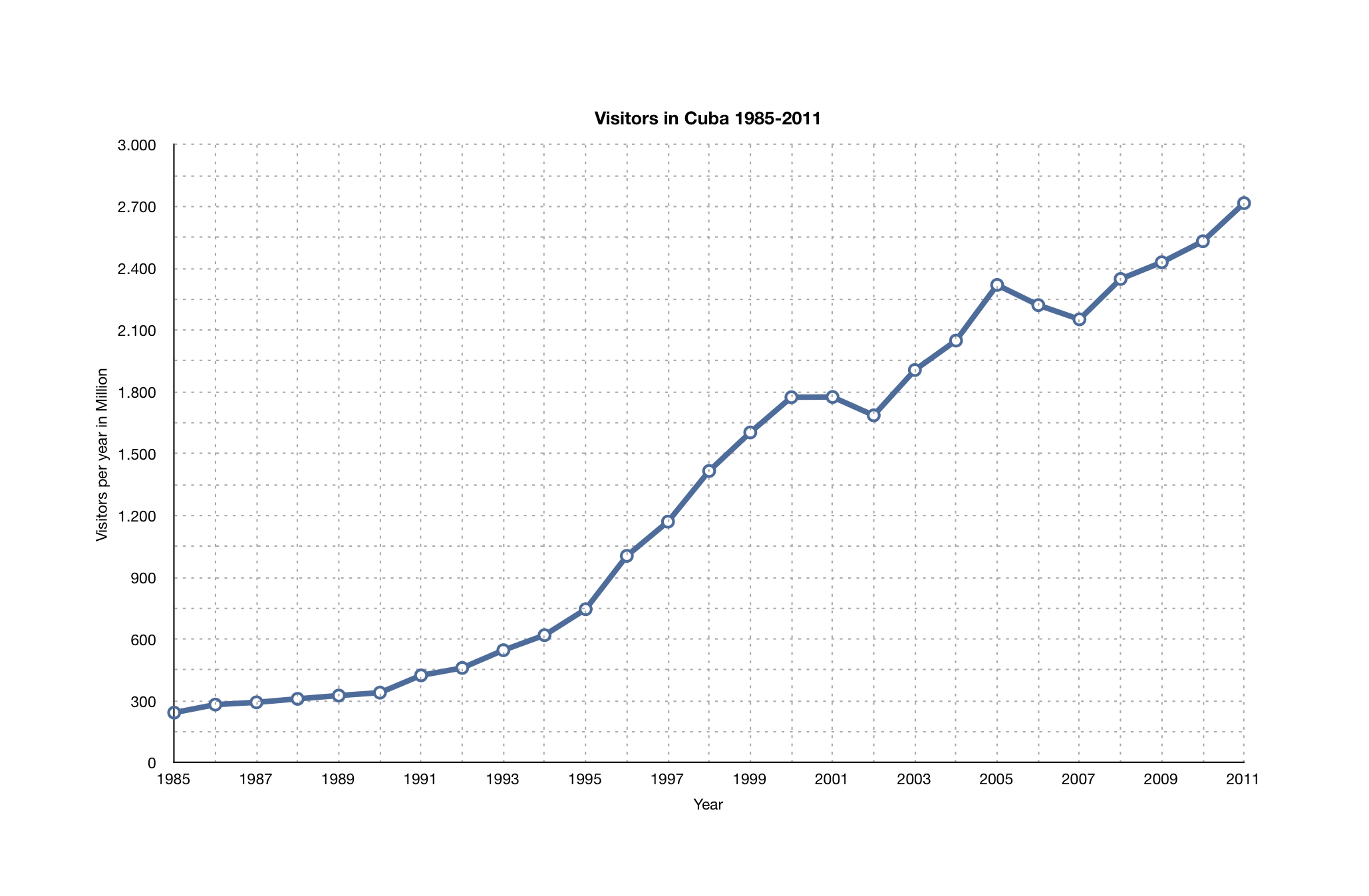
Besucher in Kuba, 1985–2011

Der Beginn des Massentourismus in Kuba wurde durch die Prohibition in den Vereinigten Staaten ausgelöst. Kuba wurde ein beliebtes Reiseziel der US-Amerikaner, da es nah an Florida lag und es keinen Beschränkungen des Glücksspiel und Alkoholverbot wie in den USA unterlag. Havanna bot mit Nachtclubs und Spielsalons ein Angebot wie später Las Vegas. Ergänzt wurde dies durch ein angenehmes Klima, Strände und eine ausufernde Prostitution.
Nach der kubanischen Revolution 1959 wurden eine Reihe von zwielichtigen Lokalen geschlossen. Durch das kurze Zeit später verhängte Embargo der USA verlor der Tourismus in Kuba stark an Bedeutung, da aus dem bisher größten Herkunftsland durch die scharfen Embargobestimmungen keine Gäste mehr nach Kuba ausreisen durften. Alle direkten Flug- und Schiffsverbindungen wurden durch die USA unterbrochen.
Da in Lateinamerika kaum ein Potential an zahlungskräftigen Gästen bestand und keine leistungsfähigen Flugverbindungen nach Europa existierten, war eine Gewinnung neuer Gäste schwierig. Nur eine geringe Zahl von Touristen, besonderes aus der Sowjetunion und den Ostblockstaaten, reisten in den folgenden dreißig Jahren nach Kuba. Trotzdem wurden neue Tourismuseinrichtungen gestaltet, die jedoch hauptsächlich für kubanischen Gäste gebaut wurden.
In der zweiten Hälfte der 1980er Jahre belebte die kubanische Führung den internationalen Tourismus als neuen Wirtschaftszweig zur Generierung von Deviseneinnahmen. Nach dem Zusammenbruch der Sowjetunion und des Ostblocks und der wirtschaftlichen Krise in Kuba wuchs die Bedeutung des Sektors schlagartig an. International tätige Tourismusunternehmen gründeten seit Anfang der 1990er Jahre Joint-Ventures mit staatlichen Tourismusunternehmen, welche Hotels und touristische Einrichtungen hauptsächlich in den Haupttourismusgebieten errichteten und betreiben. Die hohen Trinkgelder in Devisen lockten viele hochqualifizierte Kubaner in Jobs des Tourismusgewerbes. Touristikmitarbeiter werden auch speziell an Universitäten des Landes mit eigens eingerichteten Studiengängen ausgebildet.
Um die nach jahrelangem Anstieg seit 2005 gesunkenen Touristenzahlen wieder zu steigern, wurden 2007 verschiedene Maßnahmen, wie die Senkung der Landegebühren auf den Flughäfen, die Senkung der Kerosinpreise auf Weltmarktniveau sowie eine schnellere Abfertigung der Touristen bei der Einreise beschlossen.
Im Jahr 2010 stieg die Zahl der ausländischen Besucher um 4 % auf 2,5 Millionen (2009 2,4 Mio.) Touristen. Im Jahr 2011 besuchten bereits über 2,7 Millionen Menschen die Insel. Die Kanadier bildeten dabei den größten Anteil vor Briten, Italienern, Spaniern und Deutschen, wobei die Gruppe der Auslandskubaner, ein wichtiger Faktor seit den 2009 von US-Präsident Obama verfügten Lockerungen der Reisebeschränkungen aus den USA, von der offiziellen Statistik nicht gesondert ausgewiesen wird. 2016 stieg die Zahl der US-amerikanischen Touristen um 74 Prozent, 2017 um 119 Prozent im Vergleich zum Vorjahr, auf nunmehr 620.000 Besucher, wobei im zweiten Halbjahr des Jahres nach Wiederverschärfung der Reisebestimmungen für US-Bürger nach Kuba unter Präsident Trump die Zahl wieder rückläufig war. US-Amerikaner stellen damit nach den Kanadiern die zweitgrößte Besuchergruppe. Insgesamt empfing Kuba 2017 4,25 Millionen Touristen, was einem Zuwachs von 19 Prozent entspricht.
Unter der ersten Präsidentschaft von Donald Trump wurden die meisten Erleichterungen touristischer Reisen für US-Bürger wieder zurückgenommen. Zum Abschluss von Trumps Amtszeit im Januar 2021 wurde Kuba wieder auf die Liste der Terrorismus unterstützenden Staaten gesetzt. Für den internationalen Tourismus hatte dies unter anderem zur Folge, dass Reisende, die Kuba nach dem Datum der Aufnahme in diese Liste besuchten, nicht mehr per ESTA in die USA einreisen konnten, obwohl sie normalerweise per Staatsbürgerschaft dazu berechtigt wären. Für sie galt ab sofort Visums-Pflicht.
Mit der Corona-Pandemie brach der Tourismus in Kuba ein. Für mehr als ein halbes Jahr schottete sich das Land 2020 komplett ab und verbot sämtliche touristische Reisen. Danach erholte sich der Tourismus langsam, konnte aber auch 2023 nicht das Vor-Pandemie-Niveau von 2019 erreichen. Als Gründe wurden unter anderem die aktuellen Versorgungsprobleme, die zum Teil auch Hotels betrifft, fehlendes Benzin für Mietwagen usw. angeführt. Die Hotelauslastung war 2023 im Vergleich zu den Nachbarländern miserabel. Dennoch setzt die Regierung auf zahlreiche Hotelneubauten im Luxusbereich, um den Tourismus zu fördern. Im Jahr 2023 gab der Staat etwas mehr als ein Drittel sämtlicher Investitionsausgaben für den Tourismus aus, mehr als das fünffache als für die Sektoren Bildung, Gesundheit und Landwirtschaft zusammen.
Nach der Pandemie erholte sich der Tourismus nur langsam. Während andere Tourismusgebiete der Region schnell wieder aufblühten, blieb die Auslastung der Hotels in Kuba auf einem vergleichsweise niedrigem Niveau. Als einer der Gründe wurde die auch vor den Touristenhotels nicht Halt machende Versorgungskrise genannt. Nach einem über mehrere Tage andauernden landesweiten Stromausfall im Oktober 2024, der Teil einer schon länger andauernden Energiekrise ist, aktualisierte beispielsweise das deutsche Auswärtige Amt seine Reisehinweise dahingehend, dass man seine Reisen nach Kuba sorgfältig vorbereiten sollte, da die Versorgung mit vielen gewohnten Dingen, auch in touristisch erschlossenen Regionen oder Hotel-Resorts nicht sichergestellt werden kann. Die Ferienfluglinie Condor strich daraufhin für den Sommerflugplan 2025 sämtliche Verbindungen aus Deutschland nach Kuba, womit es keine direkte Flugverbindung zwischen beiden Länder mehr gab. Insgesamt verzeichnete man im Jahr 2024 mit insgesamt 2,2 Millionen Touristen einen Rückgang um 9,6 % gegenüber dem Vorjahr und das schlechteste Ergebnis der letzten 17 Jahre, die Pandemie-Zeit nicht mitgezählt.

## Tourismus heute

### Pauschaltourismus
Der heutige Pauschaltourismus konzentriert sich auf wenige Gebiete, insbesondere Varadero, die Region Havanna, das Valle de Viñales, Cayo Coco und die Nordküste bei Holguín (Playa Guardalavaca).
Für organisierte Rundreisen gibt es zusätzlich eine Reihe von weiteren Hotels in ganz Kuba.

### Individualreisen

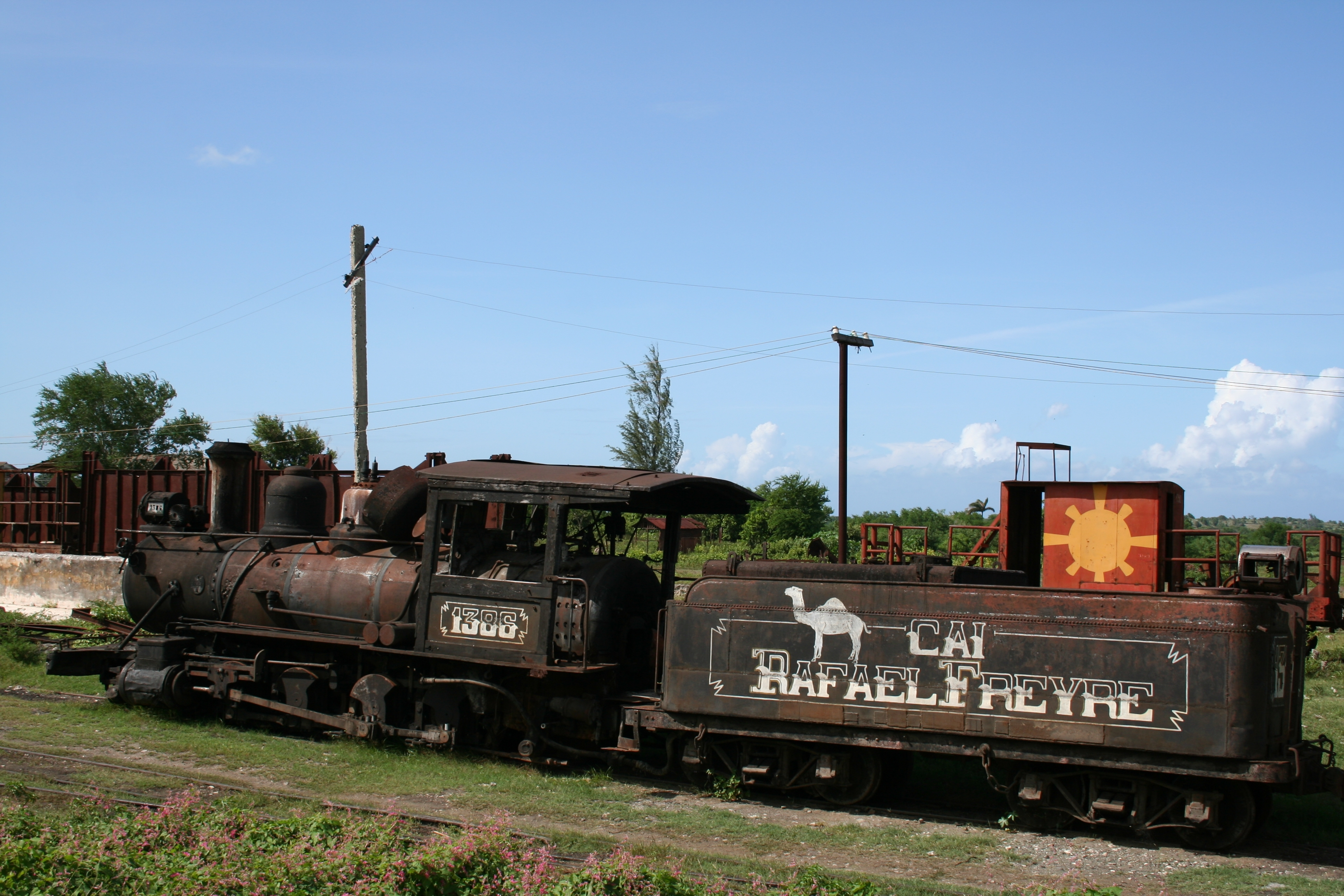
Dampflok der Zuckermühle Rafael Freyre

Beliebt sind Rundreisen mit dem Mietwagen. Privatunterkünfte (→ Casas particulares) werden in allen größeren Orten angeboten.
Auch Rundreisen mit der Eisenbahn, der staatlichen Busgesellschaft Viazul, vergleichsweise günstigen Überlandtaxis sowie dem Fahrrad sind möglich. Die zweite kubanische Gesellschaft für Überlandbusse, Astro, steht normalerweise nur Kubanern zur Verfügung und bietet daher nur eine sehr begrenzte Anzahl von Devisen-Plätzen.
Hauptziele für Individualreisende sind die Hauptstadt Havanna, die Region um Pinar del Río und Viñales, Santiago de Cuba, Trinidad und Baracoa.

### Gesundheitstourismus
Durch die hohe Anzahl an Ärzten und ein entwickeltes Gesundheitssystem bietet Kuba die Voraussetzungen für Gesundheitstourismus. Touristen verbinden ihren Ferienaufenthalt mit einer medizinischen Behandlung oder reisen für Spezialbehandlungen wie Augenoperationen und Zahnarztbehandlungen nach Kuba. Im Rahmen der Misión Milagro (Wunder) werden Patienten aus Entwicklungsländern Augenoperationen ermöglicht.

### Sextourismus
Vor allem aufgrund des großen Gefälles zwischen dem Durchschnittseinkommen ausländischer Besucher und dem von Kubanern, aber auch wegen der nach wie vor geringen Verdienstmöglichkeiten in der extrem reglementierten Wirtschaft ist die Prostitution ein deutliches Phänomen des Tourismus auf Kuba. Als während der extremen Wirtschaftskrise in der ersten Hälfte der 1990er Jahre der internationale Massentourismus als hauptsächliche Devisenquelle gefördert wurde, war der Sextourismus ein wichtiger Faktor, der zu einem schnellen Anwachsen der Besucherzahlen beitrug. Nachdem die Ausrottung der vor allem mit dem Tourismus verbundenen Prostitution lange als ein wichtiger Erfolg der Revolution gefeiert worden war, wurden sexuell suggestive Bilder verführerischer junger Kubanerinnen in Bikinis ab den 1990er zum ersten Mal seit den 1950er Jahren wieder Teil der staatlichen Tourismuswerbung. 1991 luden die drei staatlichen Tourismusunternehmen Cimex, Cubatur und Cubanacán zum ersten Mal eine Delegation des Männermagazins Playboy zu einer Rundreise durch Kuba ein, woraufhin in den verschiedenen internationalen Ausgaben des Magazins Nacktaufnahmen kubanischer Fotomodelle abgedruckt wurden, teilweise an Stränden fotografiert. Neben organisierter Prostitution entwickelte sich trotz grundsätzlichen Verbots auch ein großer Graubereich der Gelegenheitsprostitution (Jineterismo), bei einer im Vergleich zu stärker katholisch geprägten lateinamerikanischen Ländern auf Kuba gering ausgeprägten sozialen Ächtung dieses Dienstleistungszweigs. 1992 bestätigte Castro das wieder erstarkte Phänomen der Prostitution in einer Rede vor der kubanischen Nationalversammlung, hob dabei jedoch hervor, dass die Frauen ihre Körper im Unterschied zu früher freiwillig und nicht mehr aus Not verkauften und „die kubanischen Prostituierten in höchstem Maße gebildet und sehr gesund“ seien, schließlich sei Kuba „das Land mit der niedrigsten AIDS-Rate“. Seine Schwägerin Vilma Espín, die Vorsitzende des staatlichen Frauenverbands FMC erklärte dagegen 1995, nachdem die Prostitution inzwischen enorme Dimensionen angenommen hatte, die kubanischen Prostituierten seien „schwache Frauen“ und „eine große Schande für ihr Land“, mit der Prostitution müsse aufgeräumt werden. Um diese Zeit begann die Regierung, verstärkte Maßnahmen zur Eindämmung der Prostitutionen zu ergreifen, über die Castro im November 1998 in einer weiteren Rede vor der Nationalversammlung detailliert berichtete. 2004 warf US-Präsident George W. Bush der kubanischen Regierung vor, den Sextourismus zu unterstützen, was Castro empört zurückwies. Auch in jüngerer Zeit bleibt jedoch der Sextourismus auf Kuba deutlich präsent.

### Unterkunft

#### Hotels
Hotels gibt es in Kuba in jeder Kategorie. Hotels höherer Kategorien sind meist mit europäischen Standards vergleichbar.
Hotels finden sich vor allem in Pauschalreisegebieten und Provinzhauptstädten.

#### Privatunterkünfte (Casas particulares)

Vermieter, die dieses Zeichen an ihren Häusern/Wohnungen haben, sind zur Vermietung an ausländische Touristen berechtigt.

Für Individualtouristen bietet sich als Hotelalternative auch die Unterkunft in Casas particulares (casa particular de alquiler = Spanisch für private Mietunterkunft) an. So werden in Kuba Pensionen bezeichnet, die von Privatvermietern zur Verfügung gestellt werden. Diese sind, im Unterschied zu staatlichen Hotels, meist preiswerter und komfortabler. Außerdem hat man als Tourist näheren Kontakt zur kubanischen Bevölkerung. Sie sind vergleichbar mit den in anglophonen Ländern üblichen Bed&Breakfast-Unterkünften.
Die Unterkunft in einem Casa particular besteht normalerweise in einem abgeschlossenen Zimmer im Privathaus bzw. der Privatwohnung des Vermieters. Zusätzliche Komfortmerkmale sind meist Klimaanlage und ein eigenes Bad. Fließend warmes und kaltes Wasser sind, im Gegensatz zu sonstigen Wohnungen in Kuba, selbstverständlich. Reichhaltige und qualitativ gute Mahlzeiten, wie Frühstück und Abendessen, werden häufig gegen entsprechenden Aufpreis zusätzlich angeboten.
Ein Vermieter, der Zimmer auf Devisenbasis anbietet, muss eine staatliche Lizenz besitzen und Abgaben auf diese Lizenz leisten. Die Beherbergung von Touristen in nicht lizenzierten Privathäusern bzw. -wohnungen kann zu erheblichen Problemen für den Vermieter führen, verbunden mit hohen Strafzahlungen oder gar Beschlagnahmung des Hauses.

### Sonderregelungen für Kubaner
Die der kubanischen Verfassung widersprechenden Zugangsbeschränkungen zu Hotels für Kubaner, die zu den Anfangszeiten des internationalen Massentourismus in den 1990er Jahren eingeführt worden waren, wurden im April 2008 aufgehoben.
Kubaner dürfen zu touristischen Zwecken keine motorisierten Wasserfahrzeuge nutzen, selbst wenn sie legal und dauerhaft im Ausland leben und lediglich zu Besuch auf Kuba sind. Dieses Verbot betrifft insbesondere Ausflugsboote – etwa Katamarane für Tauch- oder Schnorcheltouren oder Yachten für Rundfahrten, wie sie in verschiedenen Touristenzentren angeboten werden. Theoretisch können Ausländer für ihre kubanischen Ehepartner bei der örtlich zuständigen Hafenverwaltung um eine Ausnahmegenehmigung ersuchen, indem sie einen schriftlichen Antrag stellen, der genaue Angaben zum Datum und Zweck der beantragten Nutzung eines Wasserfahrzeugs enthalten muss und dem die Heiratsurkunde im Original sowie Fotokopien der Personaldokumente beider Ehepartner beizufügen sind. Ein Verlassen der kubanischen Hoheitsgewässer – z. B. auf einem Kreuzfahrtschiff oder einem Segelboot – ist für Kubaner jedoch in jedem Fall illegal.
Für die meisten Sehenswürdigkeiten und Museen zahlen Kubaner einen stark verminderten Eintrittspreis.

### Einreise und Ausreise

#### Einreise
Für die Einreise benötigt man eine Touristenkarte, die statt des Stempels im Reisepass als Beleg gilt. Dies dient dem Vermeiden von Restriktionen bei der möglichen späteren Einreise in die USA. Sie verbleibt während des gesamten Aufenthalts beim Touristen und muss bei der Ausreise wieder vorgelegt und abgegeben werden. Die Touristenkarte autorisiert einen Aufenthalt zu touristischen Zwecken von 90 Tagen und kann vor Ort um weitere 90 Tage verlängert werden. Touristen können persönliche Gegenstände einführen, müssen jedoch Wertgegenstände deklarieren und offiziell wieder ausführen (wobei die Ausfuhr praktisch nie kontrolliert wird). Dabei sollten die Wertgegenstände dem üblichen Reisebedarf entsprechen, wie z. B. nur einem Laptop und einer Digitalkamera pro Person. Zoll- und detaillierte Gepäckkontrollen werden dann durchgeführt, wenn sich Auffälligkeiten bei der Einreise ergeben. Verboten ist die Einfuhr von Klimaanlagen, Drohnen und einigen weiteren Geräten sowie Propagandamaterial. Weiterhin müssen bei der Einreise die Adresse der Unterkunft angegeben sowie insbesondere ein Rückreiseticket vorgezeigt werden können. GPS-Geräte bedürfen der vorherigen Anmeldung, Smartphones mit integriertem GPS-Empfänger sind hiervon aber praktisch nicht betroffen und deren unangemeldete Einfuhr wird toleriert. Seit Mai 2010 ist bei der Einreise eine in Kuba gültige (Auslands-)Krankenversicherung nachzuweisen. Eine Vorlage des entsprechenden Dokumentes kann bei der Einreise verlangt werden. Wer keinen Nachweis erbringen kann, wird ggf. verpflichtet eine Krankenversicherung vor Ort abzuschließen.
Ab Mitte 2024 wurde alternativ zur papiernen Touristenkarte eine elektronische Version (E-Visum) angeboten, welche ab Mitte 2025 verpflichtend sein soll.

#### Ausreise
Die Ausfuhr von privat oder auf dem Schwarzmarkt gekauften Zigarren ist beschränkt. Bei Überschreitung dieser Höchstmengen ist ein offizieller Kauf entsprechend zu belegen. Ebenso ist die Ausfuhr von sogenanntem kubanischen Kulturgut beschränkt, wozu auch privat erworbene Bildende Kunst gehört.

### Flugverbindungen nach Kuba

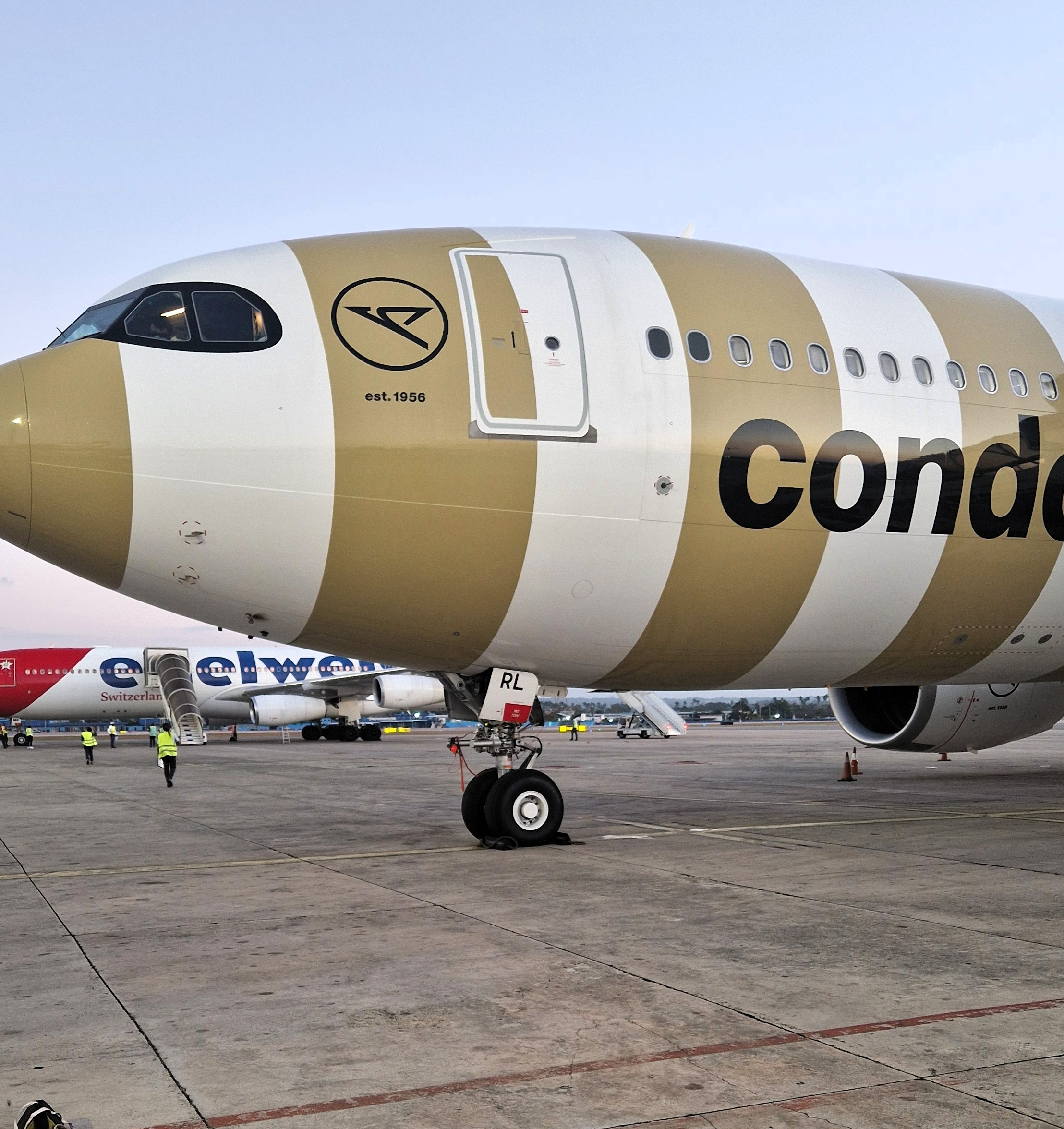
Ein Bild aus alten Tagen: Condor und Edelweiss gemeinsam auf dem Flughafen Havanna (Februar 2025). Beide Gesellschaften stellen ihren Flugverkehr nach Kuba zum Sommerflugplan 2025 ein.

Nach Kuba bestehen direkte Flugverbindungen aus Europa, Nord- und Südamerika, sowie China. Das Angebot variiert je nach Saison und aktueller Situation. Für den internationalen Flugverkehr sind folgende Flughäfen bedeutend:
- Flughafen Havanna (Aeropuerto International José Martí)
- Flughafen Varadero (Aeropuerto International Juan Gualberto Gómez)
- Flughafen Holguín (Aeropuerto International Frank País García)
- Flughafen Santiago de Cuba
- Flughafen Jardines del Rey (Aeropuerto International Jardines del Rey / Cayo Coco)

weitere Flughäfen siehe Liste der Flughäfen in Kuba

## Sehenswürdigkeiten nach Provinzen

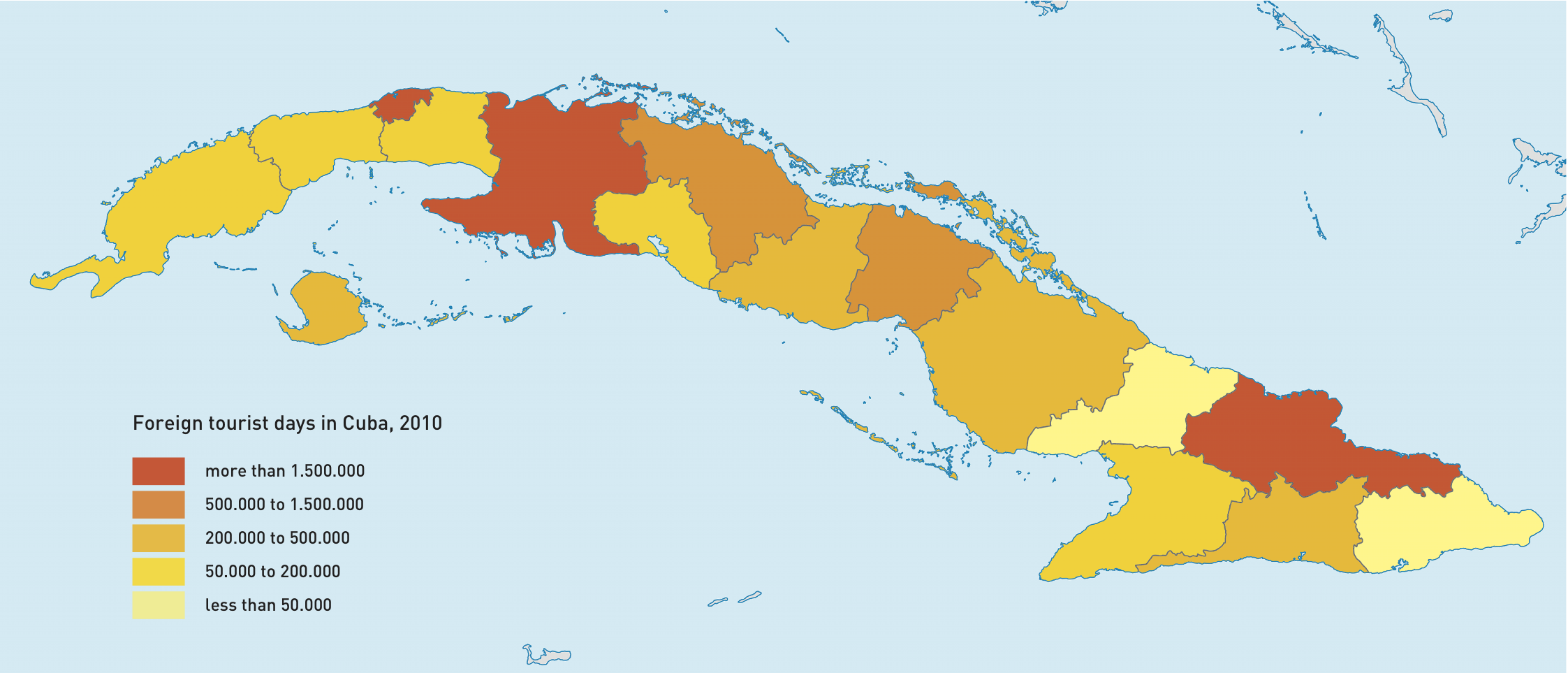
Verteilung der Touristen in Kuba nach Provinz, 2010

### Isla de la Juventud
Die Isla de la Juventud (dt. Insel der Jugend, auch Isla de Pino, dt. Kieferninsel) ist die größte Neben-Insel Kubas. Sie ist keine eigene Provinz, sondern wird als Sonderverwaltungsgebiet behandelt. Die Insel liegt im Golf von Batabanó auf der karibischen Seite Kubas und gehört zum Archipiélago de los Canarreos. Nueva Gerona ist der Hauptort, und mit ca. 15.000 Einwohnern gleichzeitig die größte Stadt der Insel.

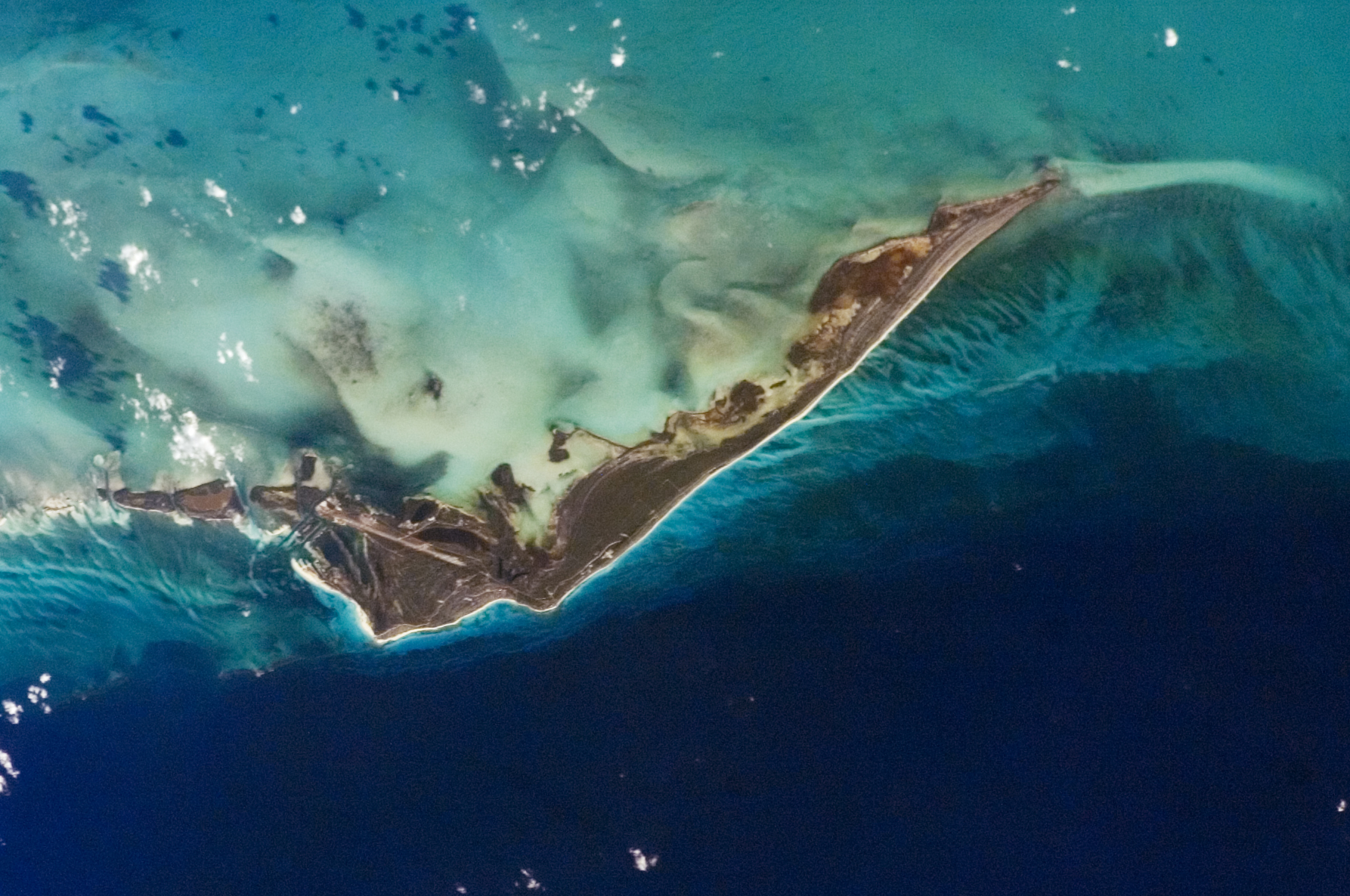
Cayo Largo

- Cayo Largo
- Cuevas de Punta del Este
- Nueva Gerona
- Punta Francés

### Pinar del Río
Pinar del Río ist die westlichste Provinz Kubas. Ihre Hauptstadt ist Pinar del Río. Mit 10.931 km² ist sie Kubas drittgrößte Provinz und wird im Osten von der Provinz Artemisa begrenzt. Im Norden grenzt sie an den Golf von Mexiko und im Süden an die Karibik.
- Cueva del Indio
- Cueva de los Portales
- Cueva de San Miguel
- Caverna de Santo Tomás
- Cayo Levisa
- Península de Guanahacabibes
- Pinar del Río
- San Diego de los Baños
- Soroa
- Las Terrazas

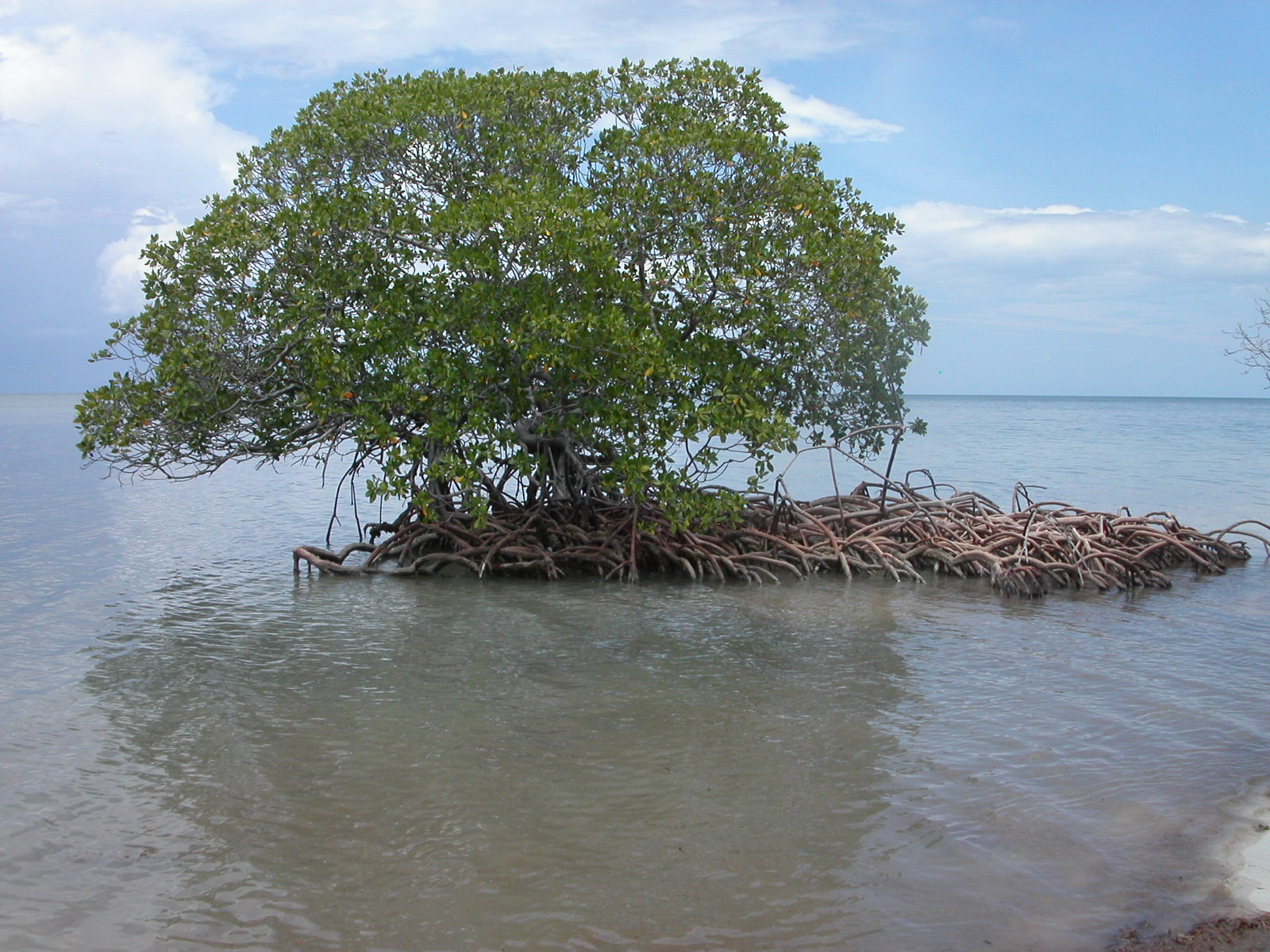
Mangrove auf Cayo Levisa

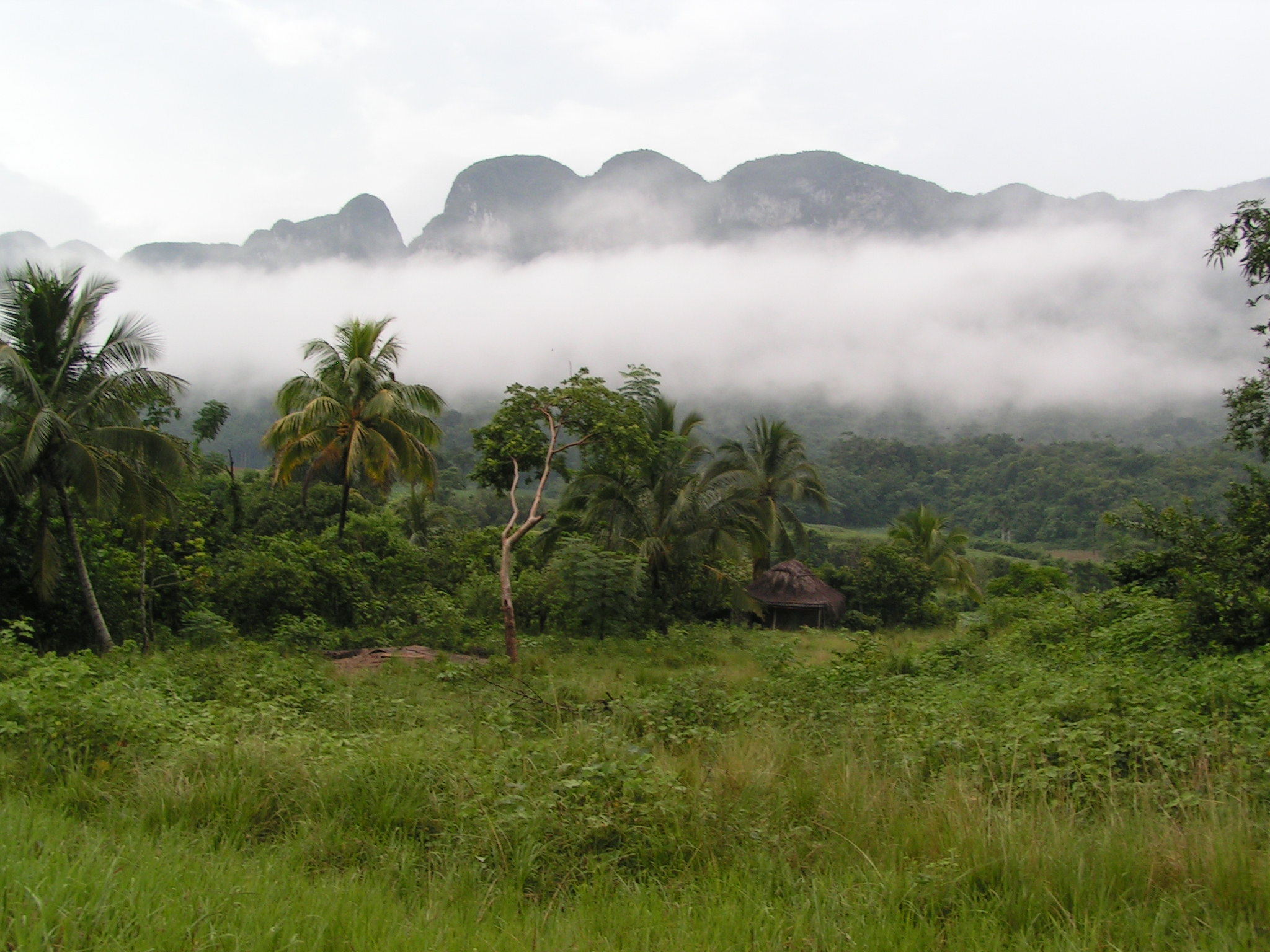
Valle de Viñales

- Valle de Viñales (UNESCO-Weltkulturerbe)

### Ciudad de La Habana
Ciudad de La Habana (Havanna (spanisch) La Habana, vollständige Bezeichnung San Cristóbal de La Habana), ist die Hauptstadt von Kuba und zugleich eigenständige Provinz. Havanna ist mit 2.130.431 (Volkszählung 2011) nach Caracas und Maracaibo (Venezuela) sowie Santo Domingo (Dominikanische Republik) die viertgrößte Stadt in der Karibik. Seit dem Jahr 1982 gehört die Altstadt von Havanna zum Weltkulturerbe.
- Altstadt von Havanna
- Castillo de los Tres Reyes del Morro / La Cabaña
- Castillo de la Real Fuerza

### Mayabeque
Mayabeque ist eine Provinz im Nordwesten Kubas, deren Gebiet bis 2010 zur ehemaligen Provinz La Habana rund um die gleichnamige kubanische Hauptstadt gehörte.
- Playa Jibacoa

### Matanzas
Matanzas ist eine Provinz im Nordwesten Kubas, östlich der Hauptstadt La Habana. Die gleichnamige Hauptstadt der Provinz hat ca. 120.000 Einwohner.
- Laguna del Tesoro (Guamá)
- Cuevas de Bellamar
- Matanzas
- Playa Girón
- Playa Larga
- Sauto Theater
- Varadero
- Museum Galerie Pedro Esquerre, Matanzas

### Cienfuegos
Cienfuegos ist eine Provinz im südlichen Zentral-Kuba. Hauptstadt ist die gleichnamige Stadt. Die Zuckerproduktion ist dominierend, Cienfuegos hat den größten Zuckerexporthafen Kubas. Krabbenfischerei ist ein wichtiger Wirtschaftszweig.
- Altstadt von Cienfuegos (UNESCO-Weltkulturerbe)
- Castillo de Jagua
- Jardín Botánico de Cienfuegos

### Villa Clara
Villa Clara ist eine Provinz in Zentral-Kuba. Ihre Hauptstadt ist Santa Clara. Wichtige Städte sind außer der Hauptstadt Placetas, Camajuaní, Remedios und Caibarién. Zuckerindustrie und etwas Tourismus sind die Haupterwerbsquellen der Provinz.
Der längste kubanische Fluss, der Río Sagua la Grande fließt hier in den Atlantik.

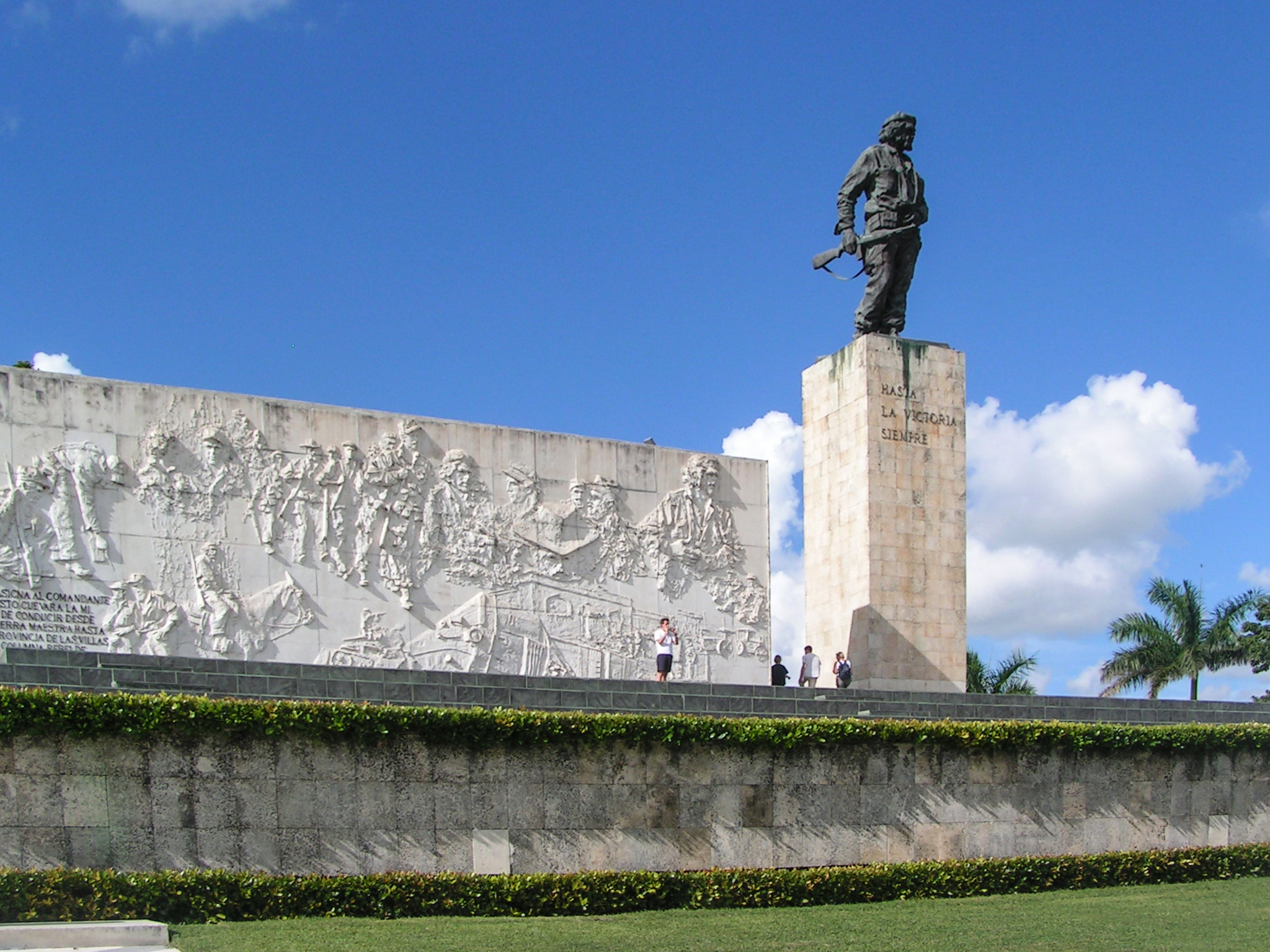
Mausoleum für Che Guevara in Santa Clara

- Cayo Santa María
- Baños de Eleguea
- Altstadt von Remedios
- Santa Clara
- Mayajigua

### Sancti Spíritus
Sancti Spíritus ist eine Provinz in Zentral-Kuba. Hauptstadt ist die Stadt Sancti Spíritus.
Zuckerindustrie und Viehzucht sind Haupterwerbsquellen. Daneben wird Reis und Tabak angebaut. Tourismus ist in der Provinz von enormer wirtschaftlicher Bedeutung. Trinidad, bis zum 19. Jahrhundert eine der bedeutendsten Zuckermetropolen Kubas, ist seit 1998 gemeinsam mit den 20 km außerhalb liegenden Zuckerrohrplantagen von Valle de los Ingenios Welterbe der UNESCO.
- Playa Ancón
- Altstadt von Sancti Spíritus
- Trinidad (UNESCO-Weltkulturerbe)
- Topes de Collantes

Wasserfall bei Trinidad

- Valle de los Ingenios (Iznaga) (UNESCO-Weltkulturerbe)

### Ciego de Ávila
Ciego de Ávila ist eine Provinz in Zentral-Kuba. Hauptstadt ist die gleichnamige Stadt Ciego de Ávila, welche an der Landstraße Carretera Central liegt. Die zweitgrößte Stadt ist Morón nahe der Nordküste. Die Provinz war bis 1975 Teil der Provinz Camagüey.
Vor der Nordküste liegen die cayos (Teil eines 400 km langen Korallenriffs mit kleinen und kleinsten Inseln). Ihre ausgedehnte tropische Vegetation und Flachwassergebiete bieten Lebensraum für über 150 Vogelarten. Um Cayo Coco siedelt die größte Kolonie Flamingos. Ein großer Teil der Inseln ist heute als Naturschutzreservat ausgewiesen.
Zwischen Morón und der Nordküste gibt es mehrere Seen, der größte davon ist die Laguna de la Leche (Milchsee). Er ist zugleich das größte Süßwasserreservoir Kubas. Die eigenartige weiße Färbung des Wassers stammt von Kalkvorkommen.
An der Südküste gibt es Mangrovenwälder. In der Landwirtschaft dominieren Rinderzucht (zentraler Teil), Zuckerproduktion sowie Ananas und Zitrusfrüchte.
- Cayo Coco
- Laguna de la Leche
- Morón
- Poblado Holandés

### Camagüey
Camagüey ist eine Provinz in Zentral-Kuba. Die Hauptstadt ist die gleichnamige Stadt mit etwa 300.000 Einwohnern. Weitere wichtige Städte sind Florida und Nuevitas. Die Provinz besteht im Wesentlichen aus Flachland. Die Zuckerproduktion und Rinderzucht sind dominierend.
Im Südosten grenzt die Provinz an den Golf von Guacanayabo.
- Cayo Sabinal
- Altstadt von Camagüey (UNESCO-Weltkulturerbe)
- Playa Santa Lucía

### Las Tunas
Las Tunas ist eine Provinz in Ost-Kuba. Hauptstadt ist die gleichnamige Stadt, die auch Victoria de Las Tunas genannt wird.
Im Süden grenzt die Provinz an den Golf von Guacanayabo.

### Granma
Granma ist eine Provinz in Südost-Kuba. Hauptstadt ist Bayamo.
Die Provinz liegt im Osten am Golf von Guacanayabo und im Westen umfasst sie einen erheblichen Teil der Sierra Maestra. Dort an der Grenze zur Nachbarprovinz Santiago de Cuba liegt die höchste Erhebung des Landes, der Pico Turquino (1974 m).
Der Südosten zwischen Niquero und Cabo Cruz ist heute Nationalpark Granma.

### Holguín
Holguín ist eine Provinz im nördlichen Ost-Kuba. Hauptstadt ist die gleichnamige Stadt. Die Zucker- und Kaffeeproduktion sowie Bergbau sind wirtschaftlich bedeutend.
- Bahía de Bariay
- Indianerfriedhof Chorro de Maita
- Rafael Freyre (Santa Lucía), Playa Guardalavaca
- Parque Natural Bahía de Naranjo
- Parque Natural Cayo Saetía

### Santiago de Cuba

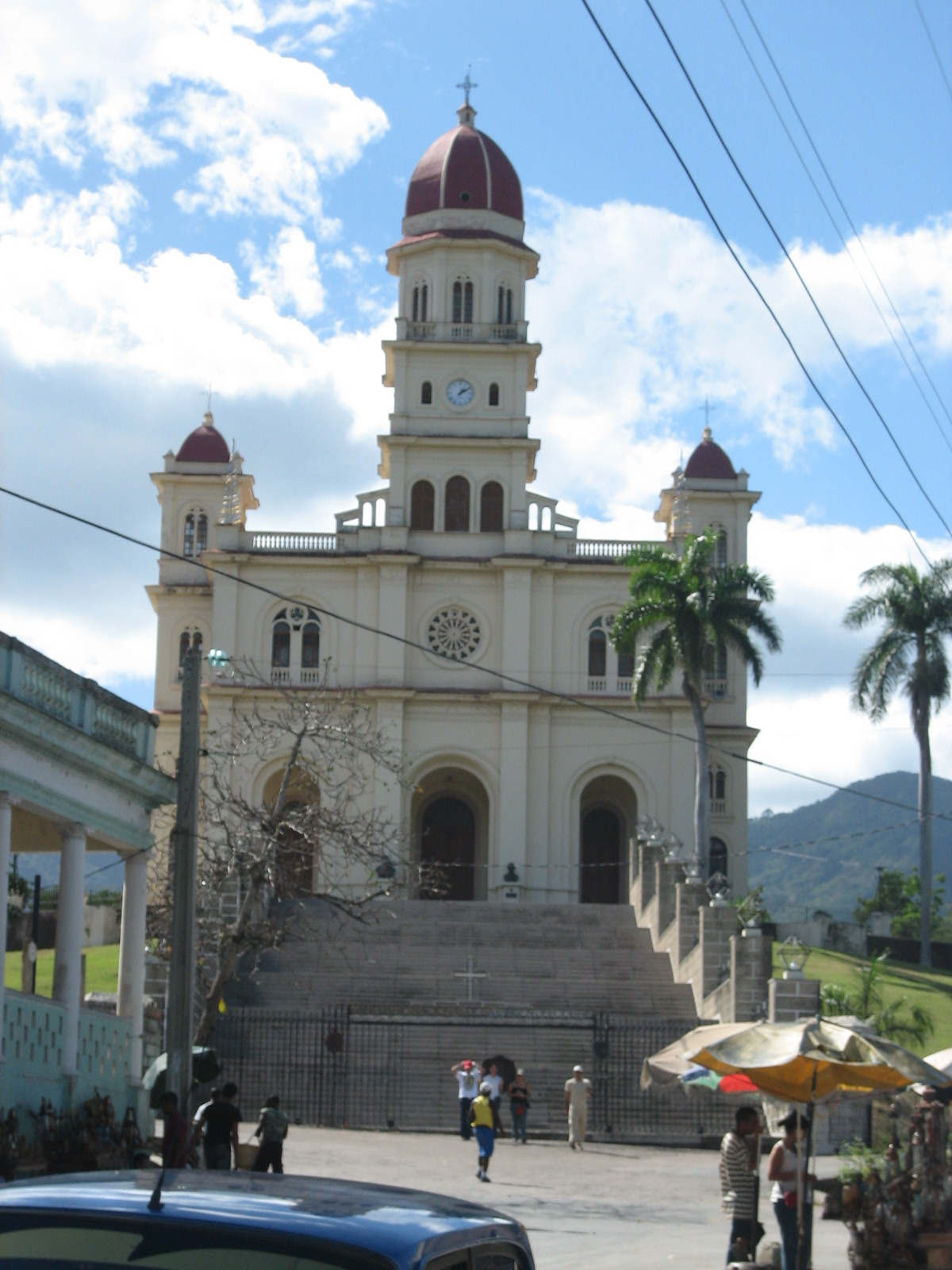
Die Wallfahrtskirche El Cobre

Santiago de Cuba ist eine Provinz in Ost-Kuba. Hauptstadt ist die gleichnamige Stadt Santiago de Cuba mit 554.000 Einwohnern. Palma Soriano (125.000), Contramaestre (88.000), Mayarí (80.000), San Luis (65.000) und Songo-la Maya (50.000) sind weitere wichtige Städte.
Landwirtschaft (Bananen, Kakao und Kaffee), Bergbau (Eisen, Nickel) und der Tourismus sind die Haupterwerbsquellen der Provinz.
- Castillo del Morro
- Wallfahrtskirche El Cobre
- Der Baconao-Park mit
  - der Granjita Siboney (Bauernhof Siboney)
  - Felsmonolit Gran Piedra
  - dem valle prehistórico (=prähistorischen Tal)
- Pico Turquino
- Altstadt von Santiago de Cuba

### Guantánamo
Guantánamo ist eine Provinz im südlichen Ost-Kuba. Hauptstadt ist die gleichnamige Stadt.
International bekannt ist Guantánamo durch den US-Militärstützpunkt Guantánamo Bay, wo derzeit ein Gefangenenlager für sogenannte ungesetzliche islamische Kämpfer betrieben wird.
- Baracoa
- Boca de Yumurí
- Passstraße La Farola
- Parque Nacional Alejandro de Humboldt (UNESCO-Weltnaturerbe)
- Tafelberg El Yunque